# Ратко Свилар
Ратко Свилар (серб. Ratko Svilar / Ратко Свилар, нар. 6 травня 1950) — югославський футболіст, що грав на позиції воротаря. По завершенні ігрової кар'єри — сербський тренер.
Виступав, зокрема, за клуби «Воєводина» та «Антверпен», а також національну збірну Югославії, у складі якої був учасником чемпіонату світу та Європи.

## Клубна кар'єра
У дорослому футболі дебютував 1970 року виступами за команду «Црвенка» з однойменного рідного міста, в якій провів три сезони, перший з яких у вищому дивізіоні, взявши участь у 31 матчі чемпіонату, після чого ще два роки грав з командою у Другій лізі.
Своєю грою за цю команду привернув увагу представників тренерського штабу клубу «Воєводина», до складу якого приєднався 1973 року. Відіграв за команду з Нового Сада наступні сім сезонів своєї ігрової кар'єри. Більшість часу, проведеного у складі «Воєводини», був основним голкіпером команди і к у квітні 1977 року Свилар виграв єдиний трофей з клубом — Кубок Мітропи. Крім того у 1978 році нетривалий час виступав у американському клубі «Рочестер Ленсерс» у NASL, куди потрапив на запрошення свого співвітчизника і тодішнього головного тренера клубу Драгана Поповича.
1980 року перейшов до бельгійського клубу «Антверпен», який тренував інший югослав Димитріє Давидович, і відіграв за нову команду 16 сезонів і в сезоні 1991/92 допоміг клубу виграти кубок Бельгії. При цьому у фінальному матчі проти «Мехелена» 42-річний воротар став головним героєм. Матч закінчився внічию (2:2) після додаткового часу, а у серії пенальті Ратко відбив два удари, а потім сам забив переможний пенальті «Антверпена», принісши перемогу в серії 9:8. Завершив професійну кар'єру футболіста виступами за команду у 1996 році.

## Виступи за збірну
25 вересня 1976 року дебютував в офіційних іграх у складі національної збірної Югославії в товариському матчі проти Італії (0:3).
У складі збірної був учасником домашнього чемпіонату Європи 1976 року та чемпіонату світу 1982 року в Іспанії, але на обох турнірах був лише запасним воротарем і на поле не виходив.
Останній матч у футболці збірної провів 1 червня 1983 року у товариському матчі з Румунією (1:0) в Сараєво. Загалом протягом кар'єри у національній команді, яка тривала 8 років, провів у її формі 9 матчів.

## Кар'єра тренера
Ще будучи формально гравцем, хоча і не основним воротарем «Антверпена», Свилар став головним тренером клубу — після відставки керманича Урбайна Гасарта в лютому 1995 року Свилара призначили тимчасовим тренером до кінця сезону. У наступному сезоні він став помічником угорця Ласло Фазекаша. Коли той подав у відставку у квітні 1996 року, Свилар знову тимчасово зайняв посаду. Після сезону 1995/96 Ратко офіційно завершив свою ігрову кар'єру і став помічником нового головного тренера німця Георга Кесслера. Після відставки Кесслера в березні 1998 року Свилар втретє став тимчасовим головним тренером антверпенського клубу.
В листопаді 1999 року Свилар став головним тренером аматорського бельгійського клубу «Путте», а у 2000 році 50-річний Свилар повернувся на поле і недовго захищав ворота іншого невеличкого місцевого клубу «Арсхот», де в той час тренером був його співвітчизник Дойчин Перазич. У сезоні 2003/04 Перазич став головним тренером «Антверпена» за порадою Свилара і Ратко також повернувся до цього клубу. 
У 2008 році Свилар став помічником Димитрія Давидовича в антверпенському клубі. У лютому 2009 року Давидовича звільнили з посади і Ратко Свилар вчетверте обійняв посаду головного тренера клубу. Його звільнили з посади в листопаді 2009 року, замінивши британця з Коліна Ендрюса.

## Титули і досягнення
- Володар Кубка Бельгії (1):

«Антверпен»: 1991—1992

## Особисте життя
Його син, Міле Свілар (нар. 1999), також став футболістом і воротарем.
8 серпня 2009 року Ратко Свилар серйозно постраждав внаслідок пожежі, готуючи газовий гриль у своєму сімейному будинку у Вільрайку. Ратко отримав сильні опіки обличчя та спини. Через побоювання лікаря, що його легені отримали серйозні пошкодження внаслідок пожежі, його три дні тримали в штучній комі. Під час інциденту будинку було завдано великої матеріальної шкоди.